# مايكل أندرسون (مخرج أفلام)
مايكل أندرسون (بالإنجليزية: Michael Anderson)‏ (و. 1920 – 2018 م) هو مخرج أفلام من المملكة المتحدة، والمملكة المتحدة لبريطانيا العظمى وأيرلندا، ولد في لندن، توفي في فانكوفر، عن عمر يناهز 98 عاماً.

## وصلات خارجية
- مايكل أندرسون على موقع IMDb (الإنجليزية)
- مايكل أندرسون على موقع الموسوعة البريطانية (الإنجليزية)
- مايكل أندرسون على موقع ألو سيني (الفرنسية)
- مايكل أندرسون على موقع تيرنر كلاسيك موفيز (الإنجليزية)
- مايكل أندرسون على موقع أول موفي (الإنجليزية)
- مايكل أندرسون على موقع قاعدة بيانات الأفلام السويدية (السويدية)
- مايكل أندرسون على موقع إن إن دي بي (الإنجليزية)
- مايكل أندرسون على موقع قاعدة بيانات الفيلم (الإنجليزية)
- مايكل أندرسون على موقع كينوبويسك (الروسية)